# Georgia Satellites
Albums de The Georgia Satellites
Open All Night
(1988)
Singles
1. Keep Your Hands to Yourself
Sortie : octobre 1986
2. Battleship Chains
Sortie : janvier 1987
3. Railroad Steel
Sortie : avril 1987

Georgia Satellites est le premier album du groupe de rock sudiste / hard rock américain, The Georgia Satellites. Il est sorti en octobre 1986 sur le label Elektra Records et a été produit par Jeff Glixman (Kansas, Gary Moore...).

## Historique
Fin 1984, The Georgia Satellites enregistre une démos de six titres dans laquelle figure déjà la chanson Keep Your Hands to Yourself, futur hit majeur du groupe. Le groupe se compose alors de Dan Baird (chant, guitare), Rick Richards (guitare, chant), Dave Hewitt (basse) et Randy DeLay (batterie). La démo n'intéresse pas grand monde aux États-Unis et le groupe se sépare. C'est grâce à un label indépendent anglais, Making Waves que la démo sort en 1985 au Royaume-Uni sous forme mini-album de six titres. La presse spécialisée britannique est enthousiaste ce qui attire le label américain, Elektra Records qui signe le groupe début 1986. Ce-dernier investit les studios Cheshire d'Atlanta avec le producteur Jeff Glixman en 1986 pour enregistrer son premier album avec une nouvelles section rythmique, Rick Price (basse) et Mauro Magellan (batterie) qui jouait avec Richards au sein des Hell Hounds.
L'album, nommé simplement Georgia Satellites, sortira en octobre 1986 et se classa à la 5e place du Billboard 200 américain propulsé par le single Keep Your Hands To Yourself qui se classa à la 2e place du Billboard Hot 100, devancé seulement par le plus grand succès de Bon Jovi, Livin' on a Prayer. Il est a noter, que le groupe a gardé la version de la démo pour Keep Your Hands to Yourself. L'album aura un très grand succès au Canada où il atteindra la 3e place des charts (3e place également pour le single Keep Your Hands To Yourself).
L'album fera aussi une percée en Europe, 52e place dans les charts britanniques et 26e place en Suisse, mais aussi en Nouvelle-Zélande où il atteindra la 42e place. Cet album sera le plus grand succès du groupe, il sera certifié disque de platine le 24 août 1987 aux États-Unis pour la vente de plus d'un million d'album. 

## Liste des titres
| No  | Titre                       | Auteur                | Chant         | Durée |
| --- | --------------------------- | --------------------- | ------------- | ----- |
| 1.  | Keep Your hands to Yourself | Dan Baird             | Baird         | 3:26  |
| 2.  | Railroad Steel              | Baird                 | Baird         | 4:11  |
| 3.  | Battleship Chains           | Terry Anderson        | Rick Richards | 2:55  |
| 4.  | Red Light                   | Baird, Neil Bogan     | Baird         | 2:45  |
| 5.  | The Myth of Love            | Baird                 | Baird         | 4:12  |
| 6.  | Can't Stand the Pain        | Richards              | Richards      | 3:40  |
| 7.  | Golden Light                | Baird                 | Baird         | 3:35  |
| 8.  | Over and Over               | Baird                 | Baird         | 3:35  |
| 9.  | Nights of Mystery           | Baird                 | Baird         | 4:44  |
| 10. | Every Picture Tells a Story | Rod Stewart, Ron Wood | Richards      | 4:23  |

## Musiciens
- Dan Baird: chant (titres 1, 2, 4, 5, 7, 8 & 9), guitares, chœurs
- Rick Richards: chant (titres, 3, 6 & 10), guitares, chœurs
- Rick Price: basse
- Mauro Magellan: batterie, percussions

Musiciens additionnels
- Dave Hewitt: basse sur Keep Your Hands to yourself
- Randy DeLay: batterie sur Keep Your Hands to yourself

## Charts & certifications

### Album
| Pays             | Durée du classement | Meilleur classement |
| ---------------- | ------------------- | ------------------- |
| Canada           | 32 semaines         | 3e                  |
| États-Unis       | 42 semaines         | 5e                  |
| Nouvelle-Zélande | 2 semaines          | 42e                 |
| Suisse           | 1 semaines          | 26e                 |

| Pays       | Certification | Ventes    | Date       |
| ---------- | ------------- | --------- | ---------- |
| États-Unis | Platine       | 100 000 + | 24/08/1987 |

### Singles
| Année | Single                      | Chart                  | Durée du classement | Position |
| ----- | --------------------------- | ---------------------- | ------------------- | -------- |
| 1986  | Keep Your Hands to Yourself | Hot 100                | 20 semaines         | 2e       |
| 1986  | Keep Your Hands to Yourself | Mainstream Rock Tracks | 18 semaines         | 2e       |
| 1986  | Keep Your Hands to Yourself | RPM Top Singles        | 23 semaines         | 3e       |
| 1986  | Keep Your Hands to Yourself | UK Singles Chart       | 3 semaines          | 69e      |
| 1987  | Keep Your Hands to Yourself | RMNZ Singles Top40     | 10 semaines         | 17e      |
| 1987  | Battleship Chains           | Hot 100                | 5 semaines          | 86e      |
| 1987  | Battleship Chains           | Mainstream Rock Tracks | 12 semaines         | 11e      |
| 1987  | Battleship Chains           | UK Singles Chart       | 4 semaines          | 44e      |
| 1987  | Railroad Steel              | Mainstream Rock Tracks | 4 semaines          | 34e      |